# Inodrillia hesperia
Inodrillia hesperia är en snäckart som beskrevs av Bartsch 1943. Inodrillia hesperia ingår i släktet Inodrillia och familjen Turridae. Inga underarter finns listade i Catalogue of Life.